# ГАЗ-415
ГАЗ-415 — пикап, грузовой вариант «Эмки» М-1. У ГАЗ-415 от М-1 сохранялась рама, ходовая часть и оперение, что позволило довольно быстро нарастить выпуск грузопассажирской машины — за четыре года изготовили чуть менее 5.000 единиц. Грузоподъёмность ГАЗ-415 позволяла перевезти двух человек и 500 кг груза или 8 человек (шестеро — на откидных лавках). Мотор развивал 50 л.с. при 2800 об/мин.
На базе модернизированного седана ГАЗ-11-73 1940 года с 6-цилиндровым двигателем построили прототипы: ГАЗ-11-415 и полноприводный ГАЗ-61-415. В 1941 году выпустили небольшую партию полноприводных пикапов ГАЗ-61-417 с упрощённым кузовом.
Большинство пикапов передавались на армейскую службу, и поэтому практически все машины погибли в первые месяцы войны.
Предсерийный образец пикапа грузоподъемностью 500 кг на базе ГАЗ М-1 был представлен в 1937 году. Серийно выпускался с 1939 по 1941 год.
Один из сохранившихся ГАЗ-415 экспонируется в Музейном комплексе УГМК (Свердловская область, г. Верхняя Пышма).